# 에릭 스톤스트리트
에릭 스톤스트리트(Eric Stonestreet, 1971년 9월 9일 ~ )는 미국의 배우이다.

## 작품 목록
- 마이펫의 이중생활